# رضاآباد (بروجرد)
رضاآباد روستایی است از توابع شهرستان بروجرد در استان لرستان. این روستا در دهستان همت‌آباد در بخش مرکزی این شهرستان قرار دارد.

## جمعیت
بنابر سرشماری مرکز آمار ایران، جمعیت رضاآباد در سال ۱۳۸۵ برابر با ۲۳۳ نفر بوده‌است که از این میان ۱۱۶ نفر مرد و بقیه زن بوده‌اند. این روستا ۵۶ خانوار دارد.